# Morti nel 1660
| Questa pagina contiene informazioni ricavate automaticamente dalle voci biografiche con l'ausilio del template Bio e di un bot. L'aggiornamento è periodico e automatico e ricostruisce completamente la pagina. Se manca una persona in questa lista, sei pregato di non aggiungerla, ma accertati piuttosto che la sua voce biografica contenga il template Bio e che i dati anagrafici siano correttamente compilati. Se il template Bio manca, inseriscilo tu stesso o, in alternativa, metti l'avviso {{tmp\|Bio}} che ne segnala la mancanza. Se i dati riportati sono sbagliati, correggi direttamente la voce biografica; le modifiche saranno visibili in questa lista entro pochi giorni. Per chiarimenti vedi il progetto biografie. La lista contiene solo le 103 persone che sono citate nell'enciclopedia e per le quali è stato implementato correttamente il template Bio. Pagina aggiornata al 2 giu 2025. |

## Gennaio(2)
- 11 gennaio - Akita Sanesue, militare giapponese (n. 1576)
- 16 gennaio - Peter Wtewael, pittore olandese (n. 1596)

## Febbraio(11)
- 2 febbraio - Giovanni Lorenzo Baldano, poeta e magistrato italiano (n. 1576)
- 2 febbraio - Govert Flinck, pittore olandese (n. 1615)
- 2 febbraio - Leonardo Foscolo, militare italiano (n. 1588)
- 2 febbraio - Gastone d'Orléans, principe francese (n. 1608)
- 6 febbraio - Martin de Redin, militare spagnolo (n. 1590)
- 8 febbraio - Carlo Augusto di Sales, vescovo cattolico francese (n. 1606)
- 10 febbraio - Saul Levi Morteira, rabbino olandese (n. 1596)
- 10 febbraio - Judith Leyster, pittrice e disegnatrice olandese (n. 1609)
- 13 febbraio - Carlo X Gustavo di Svezia, sovrano svedese (n. 1622)
- 19 febbraio - William Douglas, I marchese di Douglas, nobile scozzese (n. 1589)
- 20 febbraio - Giovan Battista Pellizzari, pittore italiano (n. 1598)

## Marzo(6)
- 1º marzo - Alessandro III d'Imerezia, re (n. 1609)
- 5 marzo - Felice Ficherelli, pittore italiano (n. 1605)
- 7 marzo - Ferdinando Orsini, nobile italiano
- 15 marzo - Luisa di Marillac, religiosa francese (n. 1591)
- 19 marzo - Giulio Taddeo Guasco, religioso e presbitero italiano (n. 1590)
- 26 marzo - Mihnea III di Valacchia, nobile rumeno

## Aprile(4)
- 4 aprile - Enno Luigi della Frisia orientale, conte (n. 1632)
- 6 aprile - Michelangelo Cerquozzi, pittore italiano (n. 1602)
- 6 aprile - Giovanni Battista Hodierna, presbitero, astronomo e architetto italiano (n. 1597)
- 26 aprile - Elisabetta Carlotta del Palatinato-Simmern, nobile tedesca (n. 1597)

## Maggio(2)
- 21 maggio - Adam Dollard des Ormeaux, militare francese (n. 1635)
- 29 maggio - Frans van Schooten, matematico olandese (n. 1615)

## Giugno(8)
- 1º giugno - Mary Dyer, inglese (n. 1611)
- 2 giugno - Francesco Maffei, pittore italiano
- 6 giugno - Annet de Clermont-Gessant, militare francese (n. 1587)
- 7 giugno - Giorgio II Rákóczi, principe (n. 1621)
- 8 giugno - Lorentz Eichstadt, medico e astronomo tedesco (n. 1596)
- 18 giugno - Elia IX, vescovo cristiano orientale siro
- 25 giugno - Gregorio Panzani, vescovo cattolico italiano (n. 1592)
- 30 giugno - William Oughtred, matematico inglese (n. 1574)

## Luglio(2)
- 16 luglio - Giuseppe degli Aromatari, medico, letterato e botanico italiano (n. 1587)
- 24 luglio - Jean Boulanger, pittore francese (n. 1606)

## Agosto(7)
- 2 agosto - Agostino Mitelli, pittore italiano (n. 1609)
- 6 agosto - Diego Velázquez, pittore spagnolo (n. 1599)
- 7 agosto - Giovanni IV della Frisia orientale-Rietberg, nobile tedesco (n. 1618)
- 10 agosto - Esmé Stewart, II duca di Richmond, nobile inglese (n. 1649)
- 14 agosto - Maria Gonzaga, nobile italiana (n. 1609)
- 20 agosto - Juan de Lugo, gesuita, cardinale e teologo spagnolo (n. 1583)
- 31 agosto - Johann Freinsheim, critico letterario tedesco (n. 1608)

## Settembre(6)
- 8 settembre - Daniel Czepko, poeta e mistico tedesco (n. 1605)
- 12 settembre - Jacob Cats, poeta, giurista e politico olandese (n. 1577)
- 15 settembre - Giovanni Casimiro di Anhalt-Dessau, principe tedesco (n. 1596)
- 18 settembre - Enrico Stuart, nobile britannico (n. 1640)
- 27 settembre - Vincenzo de' Paoli, presbitero francese (n. 1581)
- 30 settembre - Cristoforo Widmann, cardinale italiano (n. 1617)

## Ottobre(8)
- 4 ottobre - Francesco Albani, pittore italiano (n. 1578)
- 5 ottobre - Diomede V Carafa, duca (n. 1611)
- 6 ottobre - Paul Scarron, scrittore francese (n. 1610)
- 13 ottobre - Thomas Harrison, generale inglese (n. 1606)
- 16 ottobre - John Cooke, britannico (n. 1608)
- 17 ottobre - Thomas Scot, politico inglese
- 17 ottobre - Adrian Scrope, militare inglese (n. 1601)
- 24 ottobre - William Seymour, II duca di Somerset, nobile britannico (n. 1588)

## Novembre(13)
- 3 novembre - Giulio Cesare Barbera, arcivescovo cattolico italiano (n. 1593)
- 5 novembre - Lucy Percy, nobildonna e agente segreta britannica (n. 1599)
- 5 novembre - Alexandre de Rhodes, gesuita e missionario francese (n. 1591)
- 9 novembre - Francesco I Gallio, III duca di Alvito, nobile, diplomatico e militare italiano (n. 1590)
- 14 novembre - Almerico d'Este, generale italiano (n. 1641)
- 14 novembre - Juan Manuel de Zúñiga, ufficiale spagnolo (n. 1622)
- 16 novembre - Enrichetta di Lorena, principessa (n. 1605)
- 20 novembre - Giuseppe Maria Sanfelice, arcivescovo cattolico e diplomatico italiano (n. 1614)
- 22 novembre - Francis Annesley, I visconte Valentia, politico irlandese (n. 1585)
- 23 novembre - Adriaen Matham, incisore, pittore e disegnatore olandese
- 27 novembre - John Finch, politico inglese (n. 1584)
- 30 novembre - Caterina Ginnasi, pittrice italiana (n. 1590)
- 30 novembre - Francesco Carlo di Sassonia-Lauenburg, nobile tedesco (n. 1594)

## Dicembre(7)
- 3 dicembre - Jacques Sarazin, scultore francese (n. 1592)
- 6 dicembre - Vincenzo Costaguti, cardinale italiano (n. 1612)
- 15 dicembre - Martino Longhi il Giovane, architetto italiano (n. 1602)
- 19 dicembre - Laura Malipiero, italiana
- 22 dicembre - André Tacquet, matematico belga (n. 1612)
- 24 dicembre - Maria Enrichetta Stuart, principessa britannica (n. 1631)
- 24 dicembre - Gillis van Scheyndel, incisore, disegnatore e pittore olandese (n. 1595)

## Senza giorno specificato(27)
- Diogo Andrada de Paiva, letterato portoghese (n. 1576)
- Giovanni Argoli, letterato italiano (n. 1609)
- Simone Barabino, pittore italiano (n. 1585)
- Adoniram Byfield, religioso inglese
- Alonso Carbonel, architetto e scultore spagnolo (n. 1583)
- Giacomo Cavedone, pittore italiano (n. 1577)
- Charles Cecil, visconte Cranborne, nobile e politico britannico (n. 1619)
- Alexander Cooper, miniaturista inglese (n. 1609)
- Gérard Douffet, pittore fiammingo (n. 1594)
- Bernardino Gagliardi, pittore italiano (n. 1609)
- Gevherhan Sultan, principessa ottomana
- Orazio Giaccio, compositore italiano
- Luigi Gonzaga, condottiero italiano (n. 1599)
- Marco Antonio Gussio, vescovo cattolico italiano
- Peeter van Loon, pittore fiammingo
- Giuseppe Mattei Orsini, I duca di Paganica, militare, nobile e collezionista d'arte italiano (n. 1604)
- Paisios di Gerusalemme, vescovo ortodosso greco
- Chimalpahin, scrittore (n. 1579)
- Pieter Hendricksz Schut, incisore olandese (n. 1618)
- Antonius Maria Schyrleus de Rheita, ottico tedesco (n. 1597)
- Pieter Steenwijck, pittore e incisore olandese (n. 1615)
- Friedrich Stellwagen, organaro tedesco (n. 1603)
- Daniel Stolcius von Stolcenberg, alchimista, medico e astrologo boemo (n. 1600)
- Thomas Urquhart, scrittore scozzese (n. 1611)
- Giovan Battista Vanni, pittore italiano (n. 1600)
- Gasparo Zanetti, violinista e compositore italiano
- Lagâri Hasan Çelebi, aviatore ottomano (n. 1600)